# 北台头乡
北台头乡，是中华人民共和国河北省邯郸市魏县下辖的一个乡镇级行政单位。

## 行政区划
北台头乡下辖以下地区：
台西村、台东村、台前村、台后村、西汤村、小王庄村、尹甘固村、西野马村、杜甘固村、方里集村、南台头村、乔东村和乔西村。